# مسجد خلوية سيدي محرز
مسجد خلوية سيدي محرز هو مسجد من مساجد مدينة تونس، يقع بباب الجديد بربض باب الجزيرة، جنوب مدينة تونس. وهو معلم مصنّف منذ 16 نوفمبر 1928.

## الموقع
يقع المسجد بنهج سيدي عيّاد عدد 13.

## التّسمية
استمدّ المسجد تسميته من اسم مؤسّسه سيدي محرز المعروف أيضا بسلطان المدينة.

الخلوة هي كلمة صوفية وهي عبارة عن مكان للاختلاء بالنّفس أو العزلة، حيث يعتكف ويبعبّد الشّيخ أو الإمام لأيّام.

## التّاريخ
تمّ بناؤه سنة 380 هجري ووقع ترميمه حديثا، كما هو مذكور باللّوحة الرّخاميّة.

## معرض الصّور

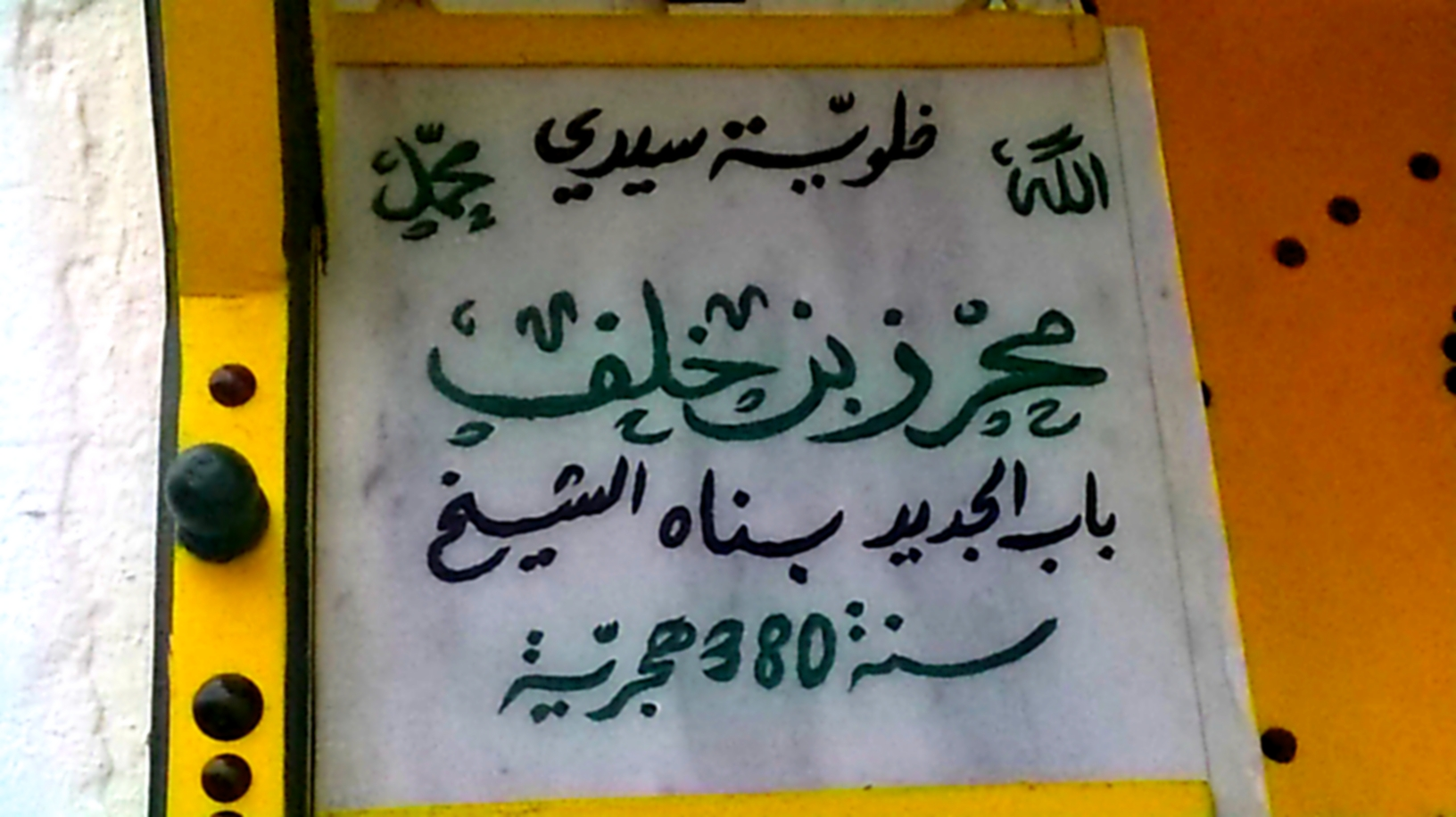
لوحة رخاميّة كُتب عليها تاريخ بناء المسجد
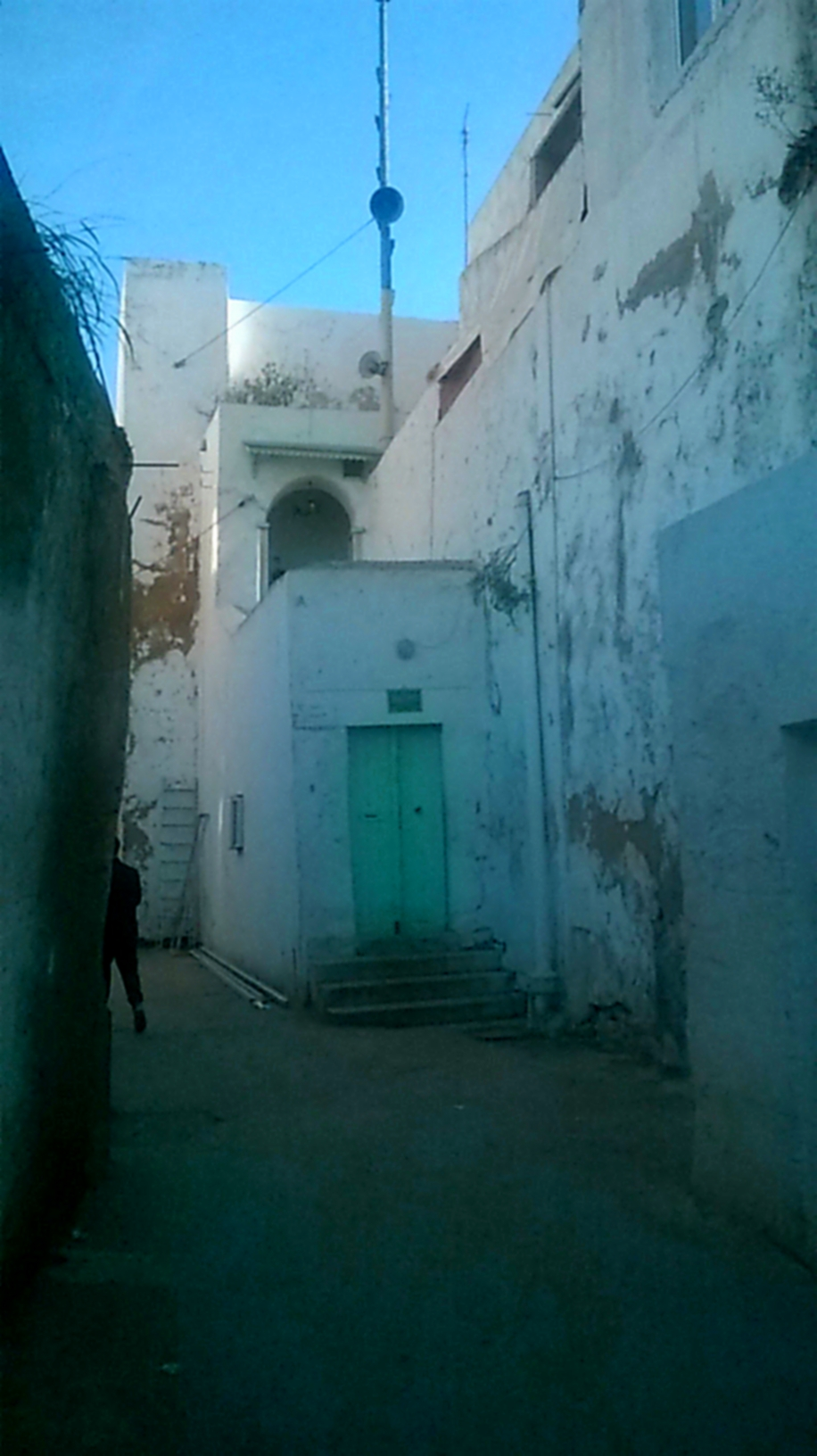
صورة للمسجد قبل ترميمه
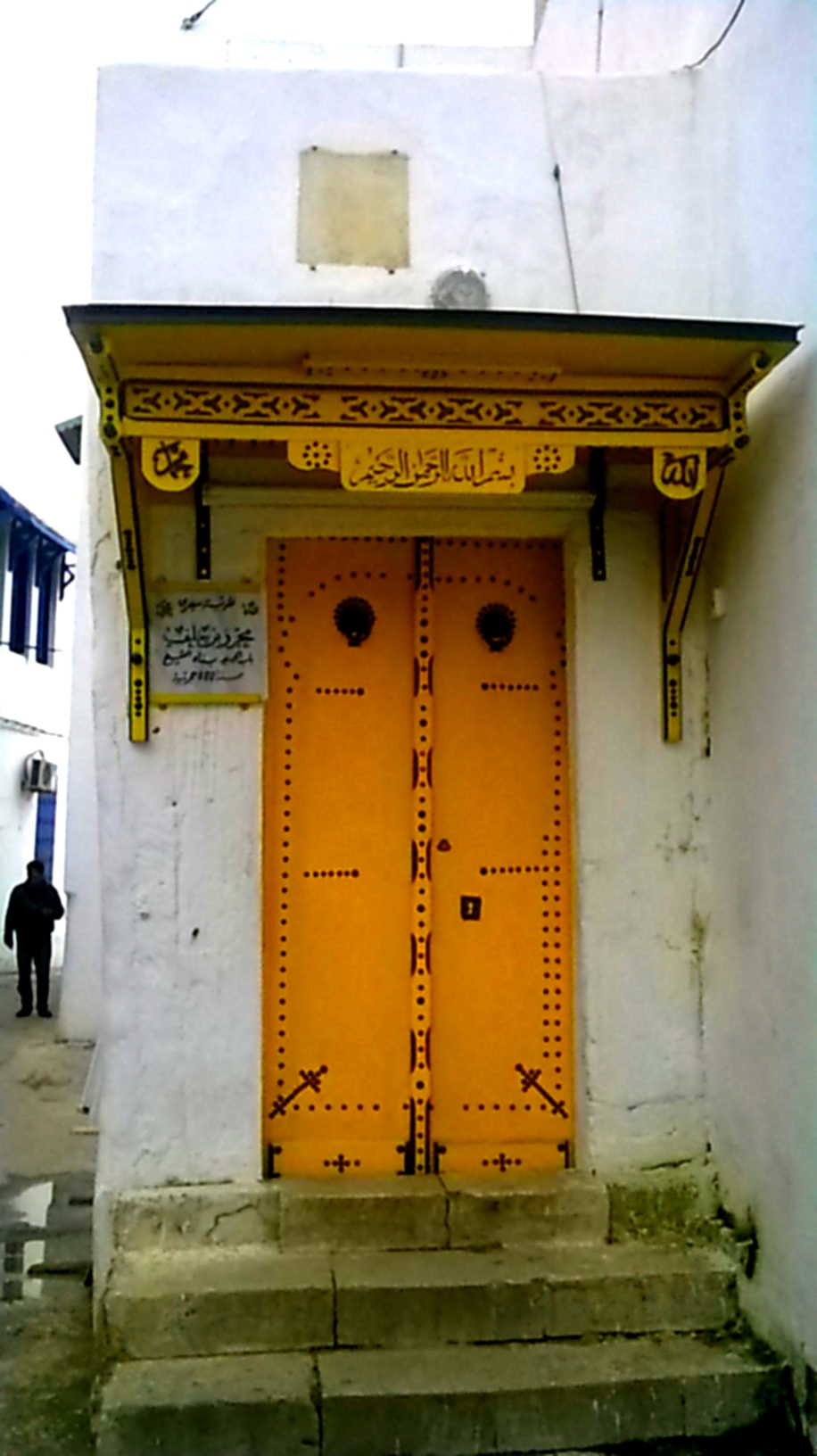
مدخل المسجد
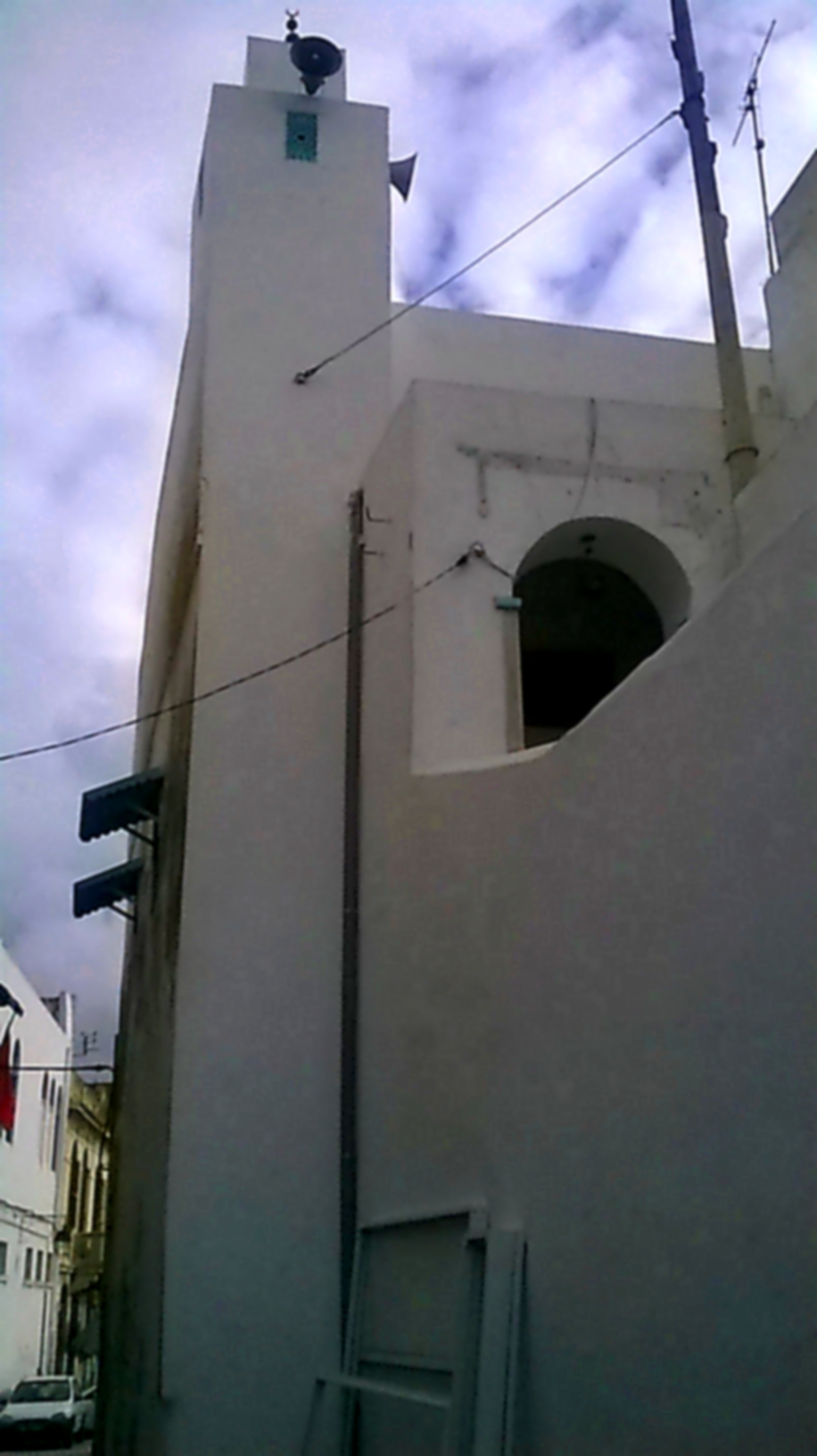
المئذنة